# Reproduceerbaarheid
Reproduceerbaarheid is in de wetenschap het steeds opnieuw kunnen bereiken van een vergelijkbaar resultaat, wanneer een beschreven procedure herhaaldelijk wordt uitgevoerd. Simpeler gezegd: een experiment is reproduceerbaar wanneer een willekeurig andere collega-wetenschapper hetzelfde resultaat krijgt als deze het beschreven experiment herhaalt.
Reproduceerbaarheid is een wezenlijk onderdeel van de wetenschappelijke methode. Wanneer andere wetenschappers bij dezelfde gevolgde procedure niet hetzelfde resultaat krijgen, is het experiment "niet reproduceerbaar". Dit kan betekenen dat de wetenschapper die de procedure heeft geformuleerd onzorgvuldig is geweest, of misschien zelfs gefraudeerd heeft. Begin jaren 2010 bleek dat dit niet incidenteel voorkwam, maar dusdanig structureel dat het wel de replicatiecrisis is genoemd.

## Voorbeelden
- Scheikundeproeven lijken qua procedures erg op kookrecepten, maar hoeveelheden worden weergegeven in gram, hetgeen de procedure exacter maakt. Hierdoor wordt het resultaat ook beter reproduceerbaar.
- De reproduceerbaarheid van het gooien met een dobbelsteen is erg slecht: men krijgt de ene keer een 1, de andere keer met een vergelijkbare worp een 6. Dit komt doordat het vrijwel onmogelijk is om meerdere keren exact hetzelfde te gooien. De reproduceerbaarheid van het gemiddelde van 10.000 keer gooien is wel heel goed, als de omstandigheden gelijk blijven.

## Belang van een goede theorie
Reproduceerbaarheid is een logisch gevolg van hoe de natuur in elkaar zit. De natuur gedraagt zich volgens bepaalde universele regels, die overal en altijd gelden. Deze natuurwetten gelden voor zowel de uitvoerders als voor de objecten betrokken bij het experiment. Dat betekent dus ook dat de resultaten bij iedereen gelijk moeten zijn. In de exacte wetenschap hebben de regels vaak een brede theoretische basis. Een goed voorbeeld zijn de wetten van Newton. De wetten van Newton zijn algemeen geldig of universeel, en verklaren de natuurkundige verschijnselen van de zwaartekracht, druk, beweging, geluid, temperatuur en de elektrostatische krachten.

## Reproduceerbaarheid in verschillende vakgebieden

### Natuurwetenschap
Resultaten in de  natuurwetenschappen zijn vrijwel altijd reproduceerbaar, vandaar ook de naam exacte wetenschap. Natuurkunde is de exactste natuurwetenschap. Dat komt door het reductionistische karakter van de experimenten en de algemene geldigheid van de theorieën. Bij veel experimenten wordt de meting gereduceerd tot één variabele. Alle overige variabelen worden kunstmatig gelijk gehouden. Een bekend voorbeeld is een valproef. Wanneer men één object telkens laat vallen van dezelfde hoogte in een afgesloten vacuümruimte, zal het voorwerp altijd even snel vallen. Laat men een voorwerp meerdere keren vallen vanaf verschillende hoogtes, dan kan een verband worden bepaald tussen de hoogte en de versnelling van de valsnelheid. Wanneer het voorwerp onverhoopt niet volgens de regels valt, dan is er sprake van een meetfout of een nuet juist gevolgde procedure. Hierbij moet vermeld worden dat sinds het tweespletenexperiment, natuurkundigen soms ook statistische methoden gebruiken om verschijnselen te verklaren.
Ook de scheikunde en biologie gebruiken regelmatig met succes deze methode. Het is niet altijd mogelijk om één variabele te isoleren, doordat chemische en biologische systemen complexe gehelen zijn, met meerdere, oncontroleerbare variabelen. Wanneer de overige variabelen niet gecontroleerd kunnen worden, gebruikt men statistiek om toch een exacte uitspraak te kunnen doen. Het experiment wordt dan honderden keren herhaald en er worden uitspraken gedaan over de gemiddelden. 
Zo is de manier van werpen van een dobbelsteen moeilijk te beheersen, maar wanneer er vaak gegooid wordt kan er een uitspraak gedaan worden over het gemiddelde en de kans op een bepaalde worp. Een ander persoon die het experiment dan herhaalt, zal komen tot dezelfde gemiddelden, mits het experiment vaak genoeg en in vergelijkbare omstandigheden gebeurt.

### Sociale wetenschap
In de sociale wetenschappen is het vrijwel onmogelijk om één variabele te isoleren en de overige variabelen vast te zetten. Sociale wetenschap gaat over mensen en hun gedrag. Mensen worden in een bepaalde situatie ondervraagd of geobserveerd, of er wordt gekeken naar gegevens van bijvoorbeeld het CBS. Elk mens is verschillend (zelfs tweelingen). Daardoor is alleen een exacte uitspraak te doen wanneer men het experiment uitvoert met een grote groep mensen. Uitspraken over de resultaten van het experiment zijn zeer moeilijk te extrapoleren naar andere situaties. Het maakt al een verschil of een experiment is uitgevoerd met studenten in een ruimte op de universiteit, of op straat met voorbijgangers. Het experiment is dan slechts zeer beperkt reproduceerbaar.

## Voorbeelden van niet-gereproduceerde resultaten
- In 2012 bleek uit onderzoek in Nature dat de resultaten van 47 van de 53 bekeken medische onderzoeksartikelen over kanker niet gereproduceerd konden worden.[1]
- In maart 1989 beweerden Stanley Pons en Martin Fleischmann, scheikundigen aan de University of Utah, op een persconferentie - een wetenschappelijk artikel kwam pas later- dat ze bij een proef een warmteontwikkeling hadden gevonden die alleen met een kernreactie verklaard kon worden (koude kernfusie). Hun uitrusting was eenvoudig: een elektrolytische cel met zwaar water en een kathode van palladium, die het deuterium dat vrijkwam bij de elektrolyse snel opnam. Nieuwsdiensten en kranten over de hele wereld brachten dit nieuws prominent. Talrijke onderzoekers trachtten wereldwijd tevergeefs de proef te reproduceren.
- Nikola Tesla beweerde in 1899 dat hij met hoogfrequente wisselstroom op 40 km afstand gasontladingslampen draadloos kon laten branden (zie ook Draadloos opladen). In 1904 bouwde hij de Wardenclyffe Tower in Shoreham op Long Island (New York) voor een demonstratieproject om energie draadloos te zenden en te ontvangen. De installatie werkte nooit helemaal en werd ook niet voltooid vanwege geldgebrek.[2]
- Problemen met de reproductie van resultaten komen veel voor in de protowetenschap. Bijvoorbeeld in het onderzoek naar halfgeleiders werden in de periode 1900-1940 vele resultaten niet gereproduceerd, naar later bleek door kleine verontreinigingen.

## Varia
- Het humoristische tijdschrift Journal of Irreproducible Results (JIR) publiceert grappig bedoelde artikelen en bespreekt vreemde wetenschappelijke vondsten.